# Stanislas-André Steeman
Pour les articles homonymes, voir Steeman.
Stanislas-André Steeman, né le 23 janvier 1908 à Liège et mort le 15 décembre 1970 à Menton, est un écrivain et illustrateur belge d'expression française, auteur de romans policiers, dont une douzaine ont été portés à l'écran.
Signe de reconnaissance pour cet écrivain exerçant au départ dans un secteur littéraire non légitimé, le roman policier : il a été choisi comme un des Cent Wallons du siècle par l'Institut Jules Destrée, en 1995, et un centre spécialisé en paralittératures à Chaudfontaine porte son nom.

## Biographie
Stanislas-André Steeman naît le 23 janvier 1908 à Liège au no 22 de la rue Dartois dans le quartier des Guillemins (une plaque commémorative est apposée sur le bâtiment). Il se révèle d'abord dans plusieurs dizaines de bandes dessinées avant 1920, non publiées. Il y reviendra en scénarisant lui-même l'adaptation en bande dessinée de ses romans. Il livre ainsi deux scénarios pour le dessinateur Rali publiés dans Bravo !. Il sera également membre de « La Mine souriante » une association crée par l'humoriste Marcel Antoine en 1928.
En 1924, il publie à l'âge de 16 ans Éphémères, un recueil de contes dont plusieurs étaient déjà parus dans La Nation belge. Il publie un recueil de nouvelles, Histoires belges, en 1926, puis ses deux premiers romans : Un roman pour jeune fille (1927) et Les Amants puérils (1928).
Il travaille comme journaliste à La Nation belge entre 1928 et 1933. Avec un autre journaliste de La Nation belge, Sintair, pseudonyme de Herman Sartini, il écrit un pastiche de roman policier, Le Mystère du zoo d'Anvers (1928). Ils écrivent quatre autres romans ensemble, puis Sintair s'arrête, alors que Steeman continue d'écrire seul.
En 1931, il reçoit le prix du roman d'aventures pour Six hommes morts. C'est le premier roman où apparaît son héros, Wenceslas Vorobeïtchik, alias Monsieur Wens, déjà présent dans quelques nouvelles de 1930. Ses romans sont principalement publiés dans la collection « Le Masque ».
L'apogée de sa carrière arrive en 1939 avec la publication de L'assassin habite au 21. Pour l'anecdote, ce roman est concocté à son adresse au square du Val de la Cambre au numéro 21, à Ixelles. Pendant la Seconde Guerre mondiale, il fait partie des Auteurs Associés avec Jules Stéphane, Thomas Owen, Evelyne Pollet et Jean Ray.
Pendant la guerre, Henri-Georges Clouzot adapte pour le cinéma Six Hommes morts et L'Assassin habite au 21. Le premier donne Le Dernier des six, dont la réalisation est confiée à Georges Lacombe. Clouzot réalise lui-même le second. En 1947, c'est au tour de Légitime Défense de sortir sur le grand écran sous le titre Quai des Orfèvres. D'autres adaptations sortiront au cinéma dans les années 1950, comme en 1953, Dortoir des grandes d'Henri Decoin est une adaptation de 18 Fantômes.
Stanislas-André Steeman joue l'un des personnages dans deux d'entre elles : Le Mannequin assassiné et Mystère à Shanghai (d'après le roman La Nuit du 12 au 13).
Les critiques français l'ont surnommé le « Simenon belge », oubliant que Simenon l'était aussi… Jean Cocteau l'avait surnommé « le Fregoli du roman policier ».
Il est le père de l'humoriste belge Stéphane Steeman.
Il meurt le 15 décembre 1970 à Menton, à l'âge de 62 ans.

## Œuvre

### Romans
- Une intégrale des romans en six volumes omnibus est parue de 1991 à 2001 à la Librairie des Champs-Élysées, coll. « Les Intégrales du Masque ».

#### SérieM. Wens
- Six Hommes morts, Le Masque no 84, 1931[8] ; réédition, Beirnaerdt, Le Jury 2e série no 22, 1943 ; réédition sous le titre Le Dernier des six, Le Livre de poche, no 2230, 1967 ; réédition sous le premier titre, Club des Masques no 587, 1989 ; réédition, Le Livre de poche no 13677, 1995. (prix du roman d'aventures 1931)
- La Nuit du 12 au 13[9], Le Masque no 95, 1931 ; réédition, Beirnaerdt, Le Jury 2e série, 1944 ; réédition annoncée et non publiée, La Tour de Londres no 56, 1951 ; réédition Le Livre de poche, no 4234, 1975 ; réédition, Club des Masques no 592, 1990
- Un dans trois, Le Masque no 113, 1932 ; réédition, Beirnaerdt, Le Jury 2e série no 25, 1944 ; réédition Le Livre de poche, no 2464, 1968 ; réédition, Club des Masques no 596, 1990 (Serait paru en magazine sous le titre Monstres sur mesures)
- Les Atouts de M. Wens[9], Le Masque no 121, 1932 ; réédition, Les Auteurs Associés, Les Romans policiers no 70, 1944 ; réédition dans une nouvelle version sous le titre Des cierges au diable, Un Mystère no 455, 1959 ; réédition de la première version, Le Livre de poche no 2696, 1969
- L'Assassiné assassiné, Le Masque no 129, 1933 ; réédition dans une nouvelle version sous le titre Le Trajet de la foudre, Beirnaerdt, Le Jury no 23, 1944, Un mystère no 536, 1960 ; réédition Le Livre de poche, no 4741, 1976 ; réédition, Le Masque no 1854, 1986 ; réédition, Club des Masques no 590, 1989
- Le Yoyo de verre 1933, Le Masque no 141, 1933 ; réédition dans une nouvelle version sous le titre Virage dangereux [10], Les Auteurs Associés, Les Romans policiers no 10, 1944 ; Le Masque no 2077, 1992
- L'Ennemi sans visage, Librairie des Champs-Élysées, coll. « Police Sélection » no 5, 1934 ; Le Masque no 305, 1940 ; réédition sous le titre M. Wens et l'automate, Les Auteurs Associés, Les Romans policiers no 7, 1943 ; réédition sous le premier titre, Le Livre de poche no 2697, 1969 ; réédition, Club des Masques no 598, 1990 ; réédition, Hachette, coll. « Vertige » no 805, 1996
- La Vieille Dame qui se défend (roman court), Beirnaerdt, Le Jury no 1, 1940
- La Résurrection d'Atlas (roman court), Beirnaerdt, Le Jury no 8, 1941
- Crimes à vendre, Le Masque no 388, 1951 ; réédition Le Livre de poche, no 2757, 1970 ; réédition, Club des Masques no 599, 1990 ; réédition, Éditions Le Cri, coll. « Polar », 2008 (Adapté au cinéma sous le titre Le Furet)
- Poker d'enfer, Un mystère no 219, 1955 ; réédition Le Livre de poche, no 3403, 1972 ; réédition, Le Masque no 1942, 1988 ; réédition, Club des Masques no 614, 1992 ; réédition, Éditions Le Cri, coll. « Polar », 2008
- Six hommes à tuer, Un mystère no 290, 1956 ; réédition sous le titre Que personne ne sorte, Marabout no 188, 1963 ; réédition Le Livre de poche, no 3552, 1973 ; réédition sous le titre Que personne ne sorte (Six hommes à tuer), Le Masque no 1936, 1988 ; réédition, Club des Masques no 613, 1991 ; réédition, Éditions Le Cri, coll. « Polar », 2008
- La morte survit au 13, Un mystère no 420, 1958 ; réédition Le Livre de poche, no 3993, 1974 ; réédition, Le Masque no 1812, 1985 ; réédition, Club des Masques no 600, 1991 ; réédition, Éditions Le Cri, coll. « Polar », 2008.

#### SérieInspecteur Malaise
- Péril, Moorthemars, 1930
- Le Doigt volé, Le Masque no 66, 1930
- Zéro, Éditions La Renaissance du livre, 1932
- Le Mannequin assassiné [11], Le Masque no 101, 1932 ; réédition, Les Auteurs Associés, Les Romans policiers no 5, 1942 ; réédition, Le Livre de poche no 3138, 1971 ; réédition, Club des Masques no 594, 1990

#### SérieDésiré Marco
- Madame la Mort, Un mystère no 58, 1951 ; réédition, Le Masque no 1955, 1989 ; réédition, Club des Masques no 622, 1993 ; réédition, Éditions Le Cri, coll. « Polar », 2008
- Dix-huit Fantômes, Un mystère no 97, 1952 ; réédition sous le titre Dix-huit Fantômes/Dortoir des grandes, Le Livre de poche no 14207, 1989 ; Le Masque no 1980, 1989 ; réédition, Club des Masques no 621, 1992 ; réédition, Éditions Le Cri, coll. « Polar », 2008
- Faisons les fous, Karolus, 1961 ; réédition, Le Masque no 2122, 1993

#### Autres romans
- Un roman pour jeunes filles, Éditions La Revue Sincère, 1927
- Les Amants puérils, Éditions La Renaissance du Livre, 1928
- Le Démon de Sainte-Croix, Moorthamers, 1932 ; réédition, Le Masque no 1902, 1987 ; réédition, Le Livre de poche no 3627, 1973 ; réédition, Club des Masques no 608, 1991
- Le Lévrier bleu, Le Masque no 160, 1934 ; réédition, Beirnaerdt, Le Jury 3e série no 13, 1943
- L'Adorable Spectre, Le Masque no 177, 1935 ; réédition dans une nouvelle version sous le titre Lady Anne, Les Auteurs Associés, Les Romans policiers no 6, 1943, réédition sous le titre Feu Lady Anne (L'Adorable Spectre), Le Masque no 2029, 1990 ; réédition, Club des Masques no 637, 1994
- L'Infaillible Silas Lord, Le Masque no 253, 1937 ; réédition, Le Masque no 2298, 1996 ; réédition, Hachette, coll. Vertige no 824, 1997 ; réédition, Labor, Espace Nord no 123, 2002 ; Hachette, coll. « Vertige » no 824, 1997
- La Maison des veilles, Éditions Rex 1938 ; réédition, Les Auteurs Associés, Les Romans policiers no 1, 1942 ; réédition, Opta, Club du Livre policier no 45, 1967 ; réédition, Éditions Labor, Espace Nord no 19, 1985 ; réédition, Le Masque no 2006, 1990 ; réédition, Club des Masques no 629, 1993
- L'assassin habite au 21, Le Masque no 284, 1939 ; réédition, Les Auteurs Associés, Le Mystère l'X, 1944 ; réédition, Le Livre de poche no 1449, 1965 ; réédition, Club des Masques no 589, 1989 ; réédition, Hachette, Deux coqs d'or no 8, 1994 ; réédition, Le Masque poche no 15, 2013 ; réédition, coll. « le meilleur du Masque » 2025
- Légitime Défense, Beirnaerdt, Le Jury 3e série no 1, 1942 ; réédition sous le titre Quai des Orfèvres, Fayard, 1947 ; réédition sous le titre Légitime Défense (Quai des Orfèvres), Le Livre de poche, no 2151, 1967 ; réédition, Le Masque no 1772, 1985 ; réédition, Club des Masques no 589, 1989 ; réédition, Labor, Espace Nord, 2000 ; réédition, Éditions Le Cri, coll. « Polar », 2008
- Haute Tension, Un mystère no 156, 1953 ; réédition, Le Masque no 2040, 1990 ; réédition, Club des Masques no 630, 1994 ; réédition, Éditions Le Cri, coll. « Polar », 2008
- Impasse des Boiteux, Un mystère no 463, 1959 ; réédition, Le Masque no 2063, 1991
- Le condamné meurt à cinq heures, Un mystère no 484, 1959 ; réédition Le Livre de poche, no 2820, 1970 ; réédition, Le Masque no 1864, 1986 ; réédition, Club des Masques no 588, 1989
- Une veuve dort seule, Un mystère no 515, 1960 ; réédition, Le Masque no 2461, 2001
- Peut-être un vendredi, Éditions Denoël, 1961 ; réédition sous le titre Un mur de pierres tendres, Éditions Le Cri, coll. « Polar », 2008
- Autopsie d'un viol, Denoël, Crime-club no 224, 1964 ; réédition, Le Livre de poche no 2865, 1971 ; réédition, Folio no 625, 1974 ; réédition, Le Masque no 2168, 1994

#### Romans signés Sintair et Steeman
- Le Mystère du zoo d'Anvers, Le Masque no 11, 1928
- Le Treizième Coup de minuit, Le Masque no 20, 1928
- Le Maître de trois vies, 1929, Revue Le Masque no 5, mai 1929
- Le Diable au collège, Le Masque no 55, 1930
- Le Guet-apens, suivi de deux nouvelles de Steeman seul Le Bandit chevaleresque et Les Deux Solitaires, Moorthamers, 1932

### Recueil de nouvelles
- Éphémères, Éditions Les Tablettes, 1924 (recueil de contes)
- Histoires belges, Éditions La Pensée latine, 1926
- L'Aventure est au coin de la page, Éditions Dricot (Liège), 2005  (ISBN 2-87095-307-0).

### Théâtre
- Les Mains qui parlent
- L'Assassin habite au 21
- Quai des Orfèvres.

### Adaptations
- Les Fils de Balaoo, d'après Gaston Leroux, Librairie des Champs-Élysées, 1937.

## Adaptations au cinéma
Sauf indication contraire, les informations mentionnées dans cette section peuvent être confirmées par la base de données cinématographiques IMDb,  présente dans la section « Liens externes ».
- 1941 : M. Wens en croisière de Georges Jamin, inspiré de Cabine 19, chapitre VI du roman L'Infaillible Silas Lord
- 1941 : Le Dernier des six de Georges Lacombe, d'après le roman Six hommes morts. Le titre du film est celui du chapitre 23 du roman
- 1942 : L'assassin habite au 21 d'Henri-Georges Clouzot, d'après le roman éponyme
- 1946 : L'Ennemi sans visage de Maurice Cammage et Robert-Paul Dagan
- 1947 : Les Atouts de Monsieur Wens de Émile-Georges De Meyst
- 1947 : Quai des orfèvres d'Henri-Georges Clouzot, d'après le roman Légitime Défense.
- 1947 : Le Mannequin assassiné de Pierre de Hérain
- 1949 : Le Furet de Raymond Leboursier, d'après le roman Crimes à vendre
- 1950 : Mystère à Shanghaï de Roger Blanc, d'après le roman La Nuit du 12 au 13
- 1952 : Brelan d'as d'Henri Verneuil. Le premier volet de ce film, intitulé L'Alibi de M. Wens, est adapté du chapitre XII du roman Six hommes morts
- 1953 : Dortoir des grandes d'Henri Decoin, adapté de Dix-huit fantômes
- 1962 : Que personne ne sorte d'Yvan Govar, adapté de Six hommes à tuer.

### À la télévision
- 1970 : L'Ennemi sans visage de Teff Erhat adapté du roman éponyme
- 1975 : Les Grands Détectives de Jacques Nahum, adapté de Six Hommes à tuer
- 1994 : Le Charme brumeux du crime de Jacques Bourton, adapté de Le Trajet de la foudre.

## Adaptations en bande dessinée
| Titre                   | Scénariste           | Dessinateur     | Coloriste       | Dépôt légal   | Éditeur                       | Collection  |
| ----------------------- | -------------------- | --------------- | --------------- | ------------- | ----------------------------- | ----------- |
| Six Hommes morts        | André-Paul Duchâteau | Xavier Musquera | Liliane Denayer | février 1989  | Claude Lefrancq éditeur (CLE) | BDétectives |
| L'Ennemi sans visage    | André-Paul Duchâteau | Xavier Musquera | Liliane Denayer | octobre 1990  | Claude Lefrancq éditeur (CLE) | BDétectives |
| L'Assassin habite au 21 | André-Paul Duchâteau | Xavier Musquera | Liliane Denayer | novembre 1992 | Claude Lefrancq éditeur (CLE) | BDétectives |
| Des cierges au diable   | André-Paul Duchâteau | Didier Desmit   | Didier Desmit   | novembre 1994 | Claude Lefrancq éditeur (CLE) | BDétectives |

## Postérité
À Braine-l'Alleud, une rue porte son nom. Une plaque commémorative est apposée au 21 square du Val de la Cambre à Ixelles.

#### Livres
: document utilisé comme source pour la rédaction de cet article.
- Jean Van Hamme, Introduction à la bande dessinée belge, Bruxelles, Bibliothèque royale de Belgique, 1968, 80 p., ill. ; 26 cm (lire en ligne), p. 45. [catalogue] publié à l'occasion de l'exposition La bande dessinée en Belgique, Bibliothèque Albert Ier, [Bruxelles], du 29 juin au 25 août 1968.
- Jacques Baudou et Jean-Jacques Schleret, Le Vrai Visage du Masque, vol. 1, Paris, Futuropolis, 1984, 476 p. (OCLC 311506692), p. 413-416.
- André-Paul Duchâteau et Stéphane Steeman, L'écrivain habite au 21 : Stanislas-André Steeman, Ottignies, Quorum, 1998, 399 p. (ISBN 978-2-87399-030-5)
- Arnaud Huftier, Stanislas-André Steeman : aux limites de la fiction policière, Amiens Paris, Encrage Belles lettres, coll. « Références » (no 20), 2006, 287 p. (ISBN 978-2-251-74141-3)
- Anne Martinetti, "Le Masque" : histoire d'une collection, Amiens, Encrage, coll. « Références » (no 3), 1997, 143 p. (ISBN 978-2-906389-82-3), p. 94-95.
- Claude Mesplède (dir.), Dictionnaire des littératures policières, vol. 2 : J - Z, Nantes, Joseph K, coll. « Temps noir », 2007, 1086 p. (ISBN 978-2-910686-45-1, OCLC 315873361), p. 819-821 et 1005-1006 (M. Wens).

#### Périodiques
- G. Maquet, « Portrait d'auteur : Stanislas-André Steeman », Lectures, Centre de lecture publique de la Communauté française, no 17,‎ janvier - février - mars 1984, p. 4-5 (lire en ligne, consulté le 8 juin 2025).